# Repki (gmina)
Repki – gmina wiejska w województwie mazowieckim, w powiecie sokołowskim. W latach 1975–1998 gmina położona była w województwie siedleckim.
Siedziba gminy to Repki.
Według danych z 30 czerwca 2004 gminę zamieszkiwało 5881 osób.
5 października 1973 do gminy Repki włączono miejscowość Wirów-Kolonia z gminy Jabłonna Lacka.

## Struktura powierzchni
Według danych z 2002 gmina Repki ma obszar 168,79 km², w tym:
- użytki rolne: 80%
- użytki leśne: 15%

Gmina stanowi 14,92% powierzchni powiatu.

## Demografia

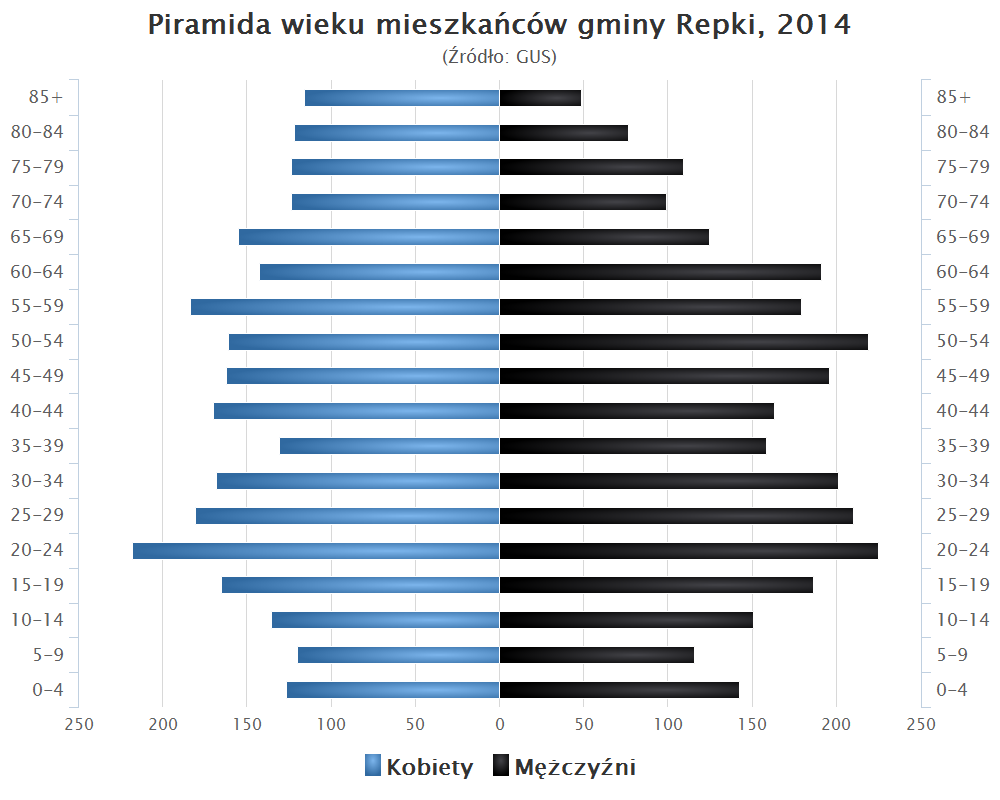
Piramida wieku mieszkańców gminy Repki w 2014 roku

Dane z 30 czerwca 2004:
| Opis                              | Ogółem | Ogółem | Kobiety | Kobiety | Mężczyźni | Mężczyźni |
| --------------------------------- | ------ | ------ | ------- | ------- | --------- | --------- |
| jednostka                         | osób   | %      | osób    | %       | osób      | %         |
| populacja                         | 5881   | 100    | 2931    | 49,8    | 2950      | 50,2      |
| gęstość zaludnienia (mieszk./km²) | 34,8   | 34,8   | 17,4    | 17,4    | 17,5      | 17,5      |

## Wójtowie
- Marek Sawicki (1990–1996)
- Krystyna Mikołajczuk-Bohowicz (1996–2018)[8]
- Apolonia Stasiuk (od 2018)[9][10]

## Sołectwa
Baczki, Bohy, Borychów, Czaple-Andrelewicze, Czaple-Kolonia, Gałki, Jasień, Józin, Kamianka, Kanabród, Karskie, Kobylany Górne, Kobylany-Skorupki, Liszki, Mołomotki, Mołomotki-Dwór, Ostrowiec, Ostrówek, Remiszew Duży, Remiszew Mały, Repki, Rogów, Rudniki, Sawice-Bronisze, Sawice-Dwór, Sawice-Wieś, Skorupki, Skrzeszew, Skrzeszew E, Skwierczyn-Dwór, Skwierczyn-Wieś, Smuniew, Szkopy, Wasilew Skrzeszewski, Wasilew Szlachecki, Wierzbice Górne, Wyrozęby-Konaty, Wyrozęby-Podawce, Włodki, Zawady, Żółkwy.
Miejscowościami  podstawowymi bez statusu sołectwa są wsie Bałki, Frankopol i osada leśna  Miotki.

## Sąsiednie gminy
Bielany, Drohiczyn, Jabłonna Lacka, Korczew, Paprotnia, Sabnie, Sokołów Podlaski